# Apol·lòfanes d'Antioquia
Apol·lòfanes d'Antioquia (en grec antic: Ἀπολλοφάνης; en llatí: Apollophanes) fou un filòsof estoic grec, amic d'Aristó de Quios, sobre el qual va escriure un llibre anomenat Ἀρίστων (Arístōn), segons Ateneu de Naucratis.
Diògenes Laerci esmenta una obra seva titulada Φυσική, i Tertul·lià parla també d'aquest Apol·lòfanes. Alguns autors han afirmat sense raó que aquest filòsof era el mateix que el metge Apol·lòfanes de Selèucia que va viure a la cort d'Antíoc III.
Hi ha un altre filòsof estoic d'època posterior també anomenat Apol·lòfanes que esmenten Sòcrates Escolàstic i el Suides, sens dubte una persona diferent.